# 向应街道
向应街道，是中华人民共和国辽宁省大連市金州区下辖的一个乡镇级行政单位。街道名字来源于抗日战争中八路军将领关向应。

## 行政区划
向应街道下辖以下地区：
城东村、城西村、土门子村、关家村、三家村、苏屯村、望海村和大石硼村。